# Šabina
Šabina (německy Schaben) je obec v okrese Sokolov v Karlovarském kraji. Leží na pravém břehu řeky Ohře zhruba sedm kilometrů jihozápadně od Sokolova. Žije zde 407 obyvatel.

## Historie
Nejstarší osídlení oblasti pochází již z pravěku (střední doba kamenná), což dokládají archeologické nálezy objevené v Šabině. Jednalo se o několik kusů čepelí. Soustavné osídlení zdejšího katastru je předpokládáno od doby příchodu Slovanů. První písemná zmínka o obci se vyskytuje v listině z 27. července 1309, v níž Eckhard Nothaft potvrzuje, že nemá žádných práv ve vsích Šabina (Scheyben) a Chlumek, patřících klášteru ve Valdsasích. Dle obecně přijímaného názoru Rudolfa Fischera je název vsi původem slovanský, odvozený od osobního jména Žába. Teprve později v rámci německé kolonizace zřejmě došlo k připodobnění jména německému slovu Scheibe, které znamenalo kruh, či kolo. Od toho pak pochází dnešní český tvar Šabina, jenž se poprvé objevuje v písemných pramenech roku 1651 a úředně se začal využívat až od roku 1923.

## Obyvatelstvo
Při sčítání lidu v roce 1921 zde žilo 589 obyvatel, z nichž bylo 587 Němců a dva cizinci. Všichni se hlásili k římskokatolické církvi.
| Rok            | 1869 | 1880 | 1890 | 1900 | 1910 | 1921 | 1930 | 1950 | 1961 | 1970 | 1980 | 1991 | 2001 | 2011 | 2021 |
| -------------- | ---- | ---- | ---- | ---- | ---- | ---- | ---- | ---- | ---- | ---- | ---- | ---- | ---- | ---- | ---- |
| Počet obyvatel | 417  | 429  | 423  | 519  | 613  | 589  | 633  | 325  | 229  | 256  | 249  | 251  | 285  | 316  | 331  |
| Počet domů     | 71   | 74   | 76   | 72   | 84   | 83   | 100  | 92   | 68   | 63   | 66   | 73   | 87   | 101  | 121  |

## Obecní správa
Po zrušení poddanství byla Šabina nejprve v letech 1850 až 1879 součástí obce Dolní Rychnov, následujících deset let přináležela k obci Tisová. Od roku 1889 je samostatnou obcí (s výjimkou let 1961 až 1990, kdy byla začleněna pod obec Libavské Údolí).

### Obecní symboly
Znak a vlajka byly obci uděleny rozhodnutím předsedy Poslanecké sněmovny Parlamentu České republiky dne 20. ledna 2005.

## Pamětihodnosti
- Tvrz Šabina. Obdélná, původně gotická, později renesančně upravená budova. Uvnitř dochovány klenby, na fasádě znak Jiřího Štolce z Gostomky (Georg Stolz von Simsdorf) z doby po roce 1567.
- Kaple svaté Anny. Čtyřboká stavbička s kašnou v sousedství, zřízená roku 2001 jako replika původní kaple téhož zasvěcení, zbořené při rozšiřování silnice roku 1960.
- Dům č.p. 9. Roubené obytné stavení s hrázděným štítem a zděným chlévem v zadní části. Typická ukázka místní lidové architektury konce 18. století.
- Šabinská kyselka. Upravený pramen pitné minerální vody jižně od vsi.

## Galerie

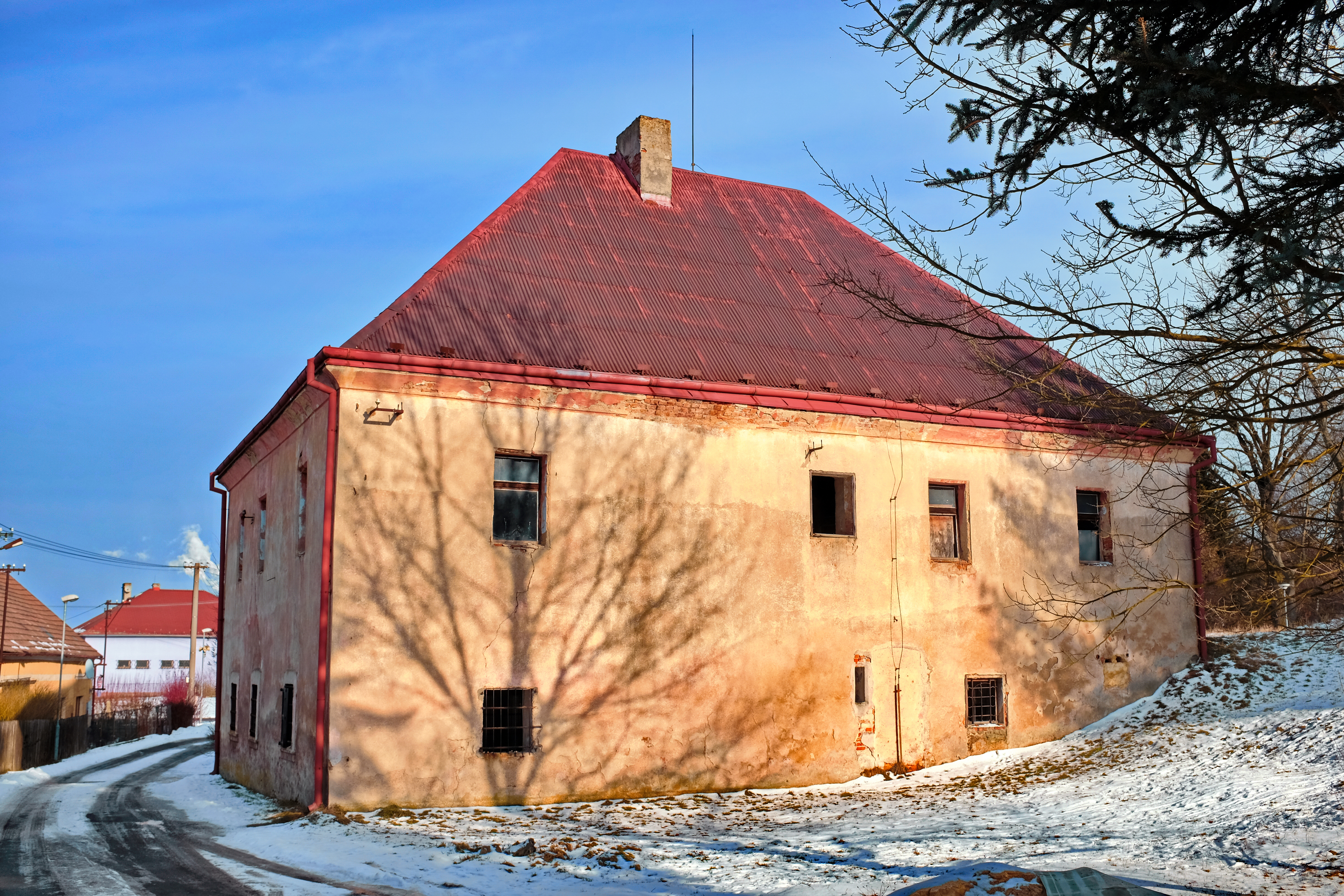
Tvrz v Šabině
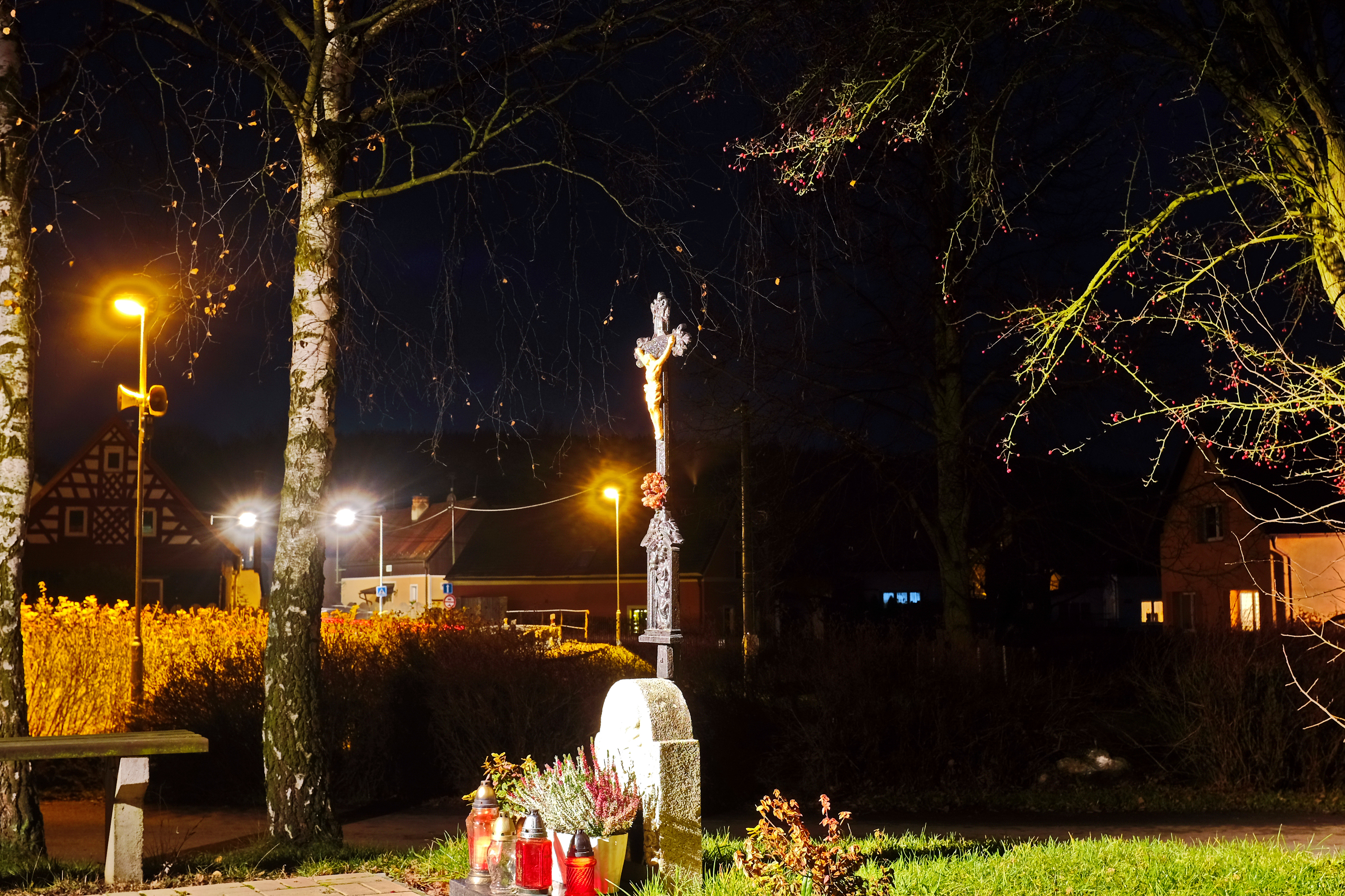
Náves s krucifixem
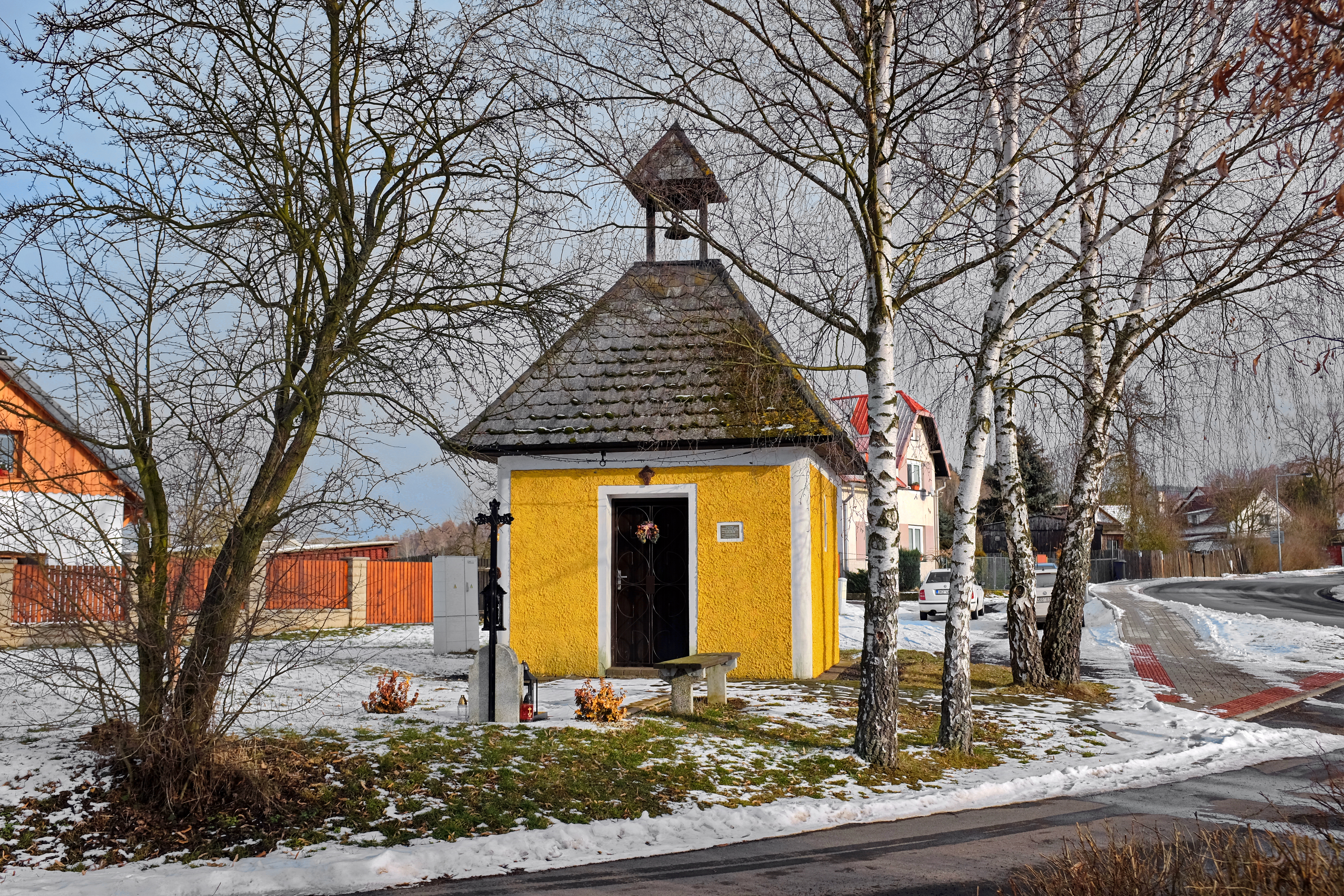
Kaplička svaté Anny
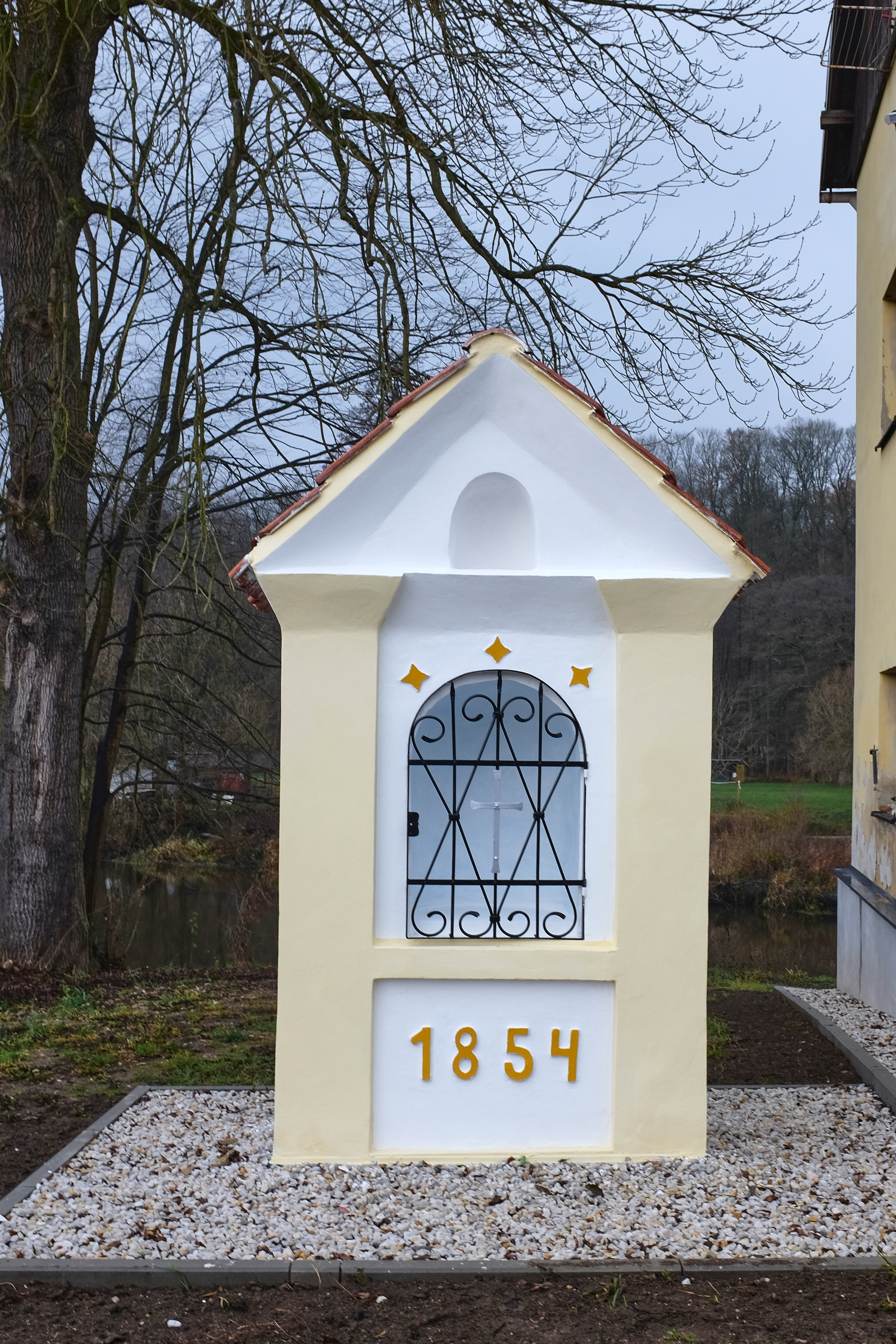
Kaplička
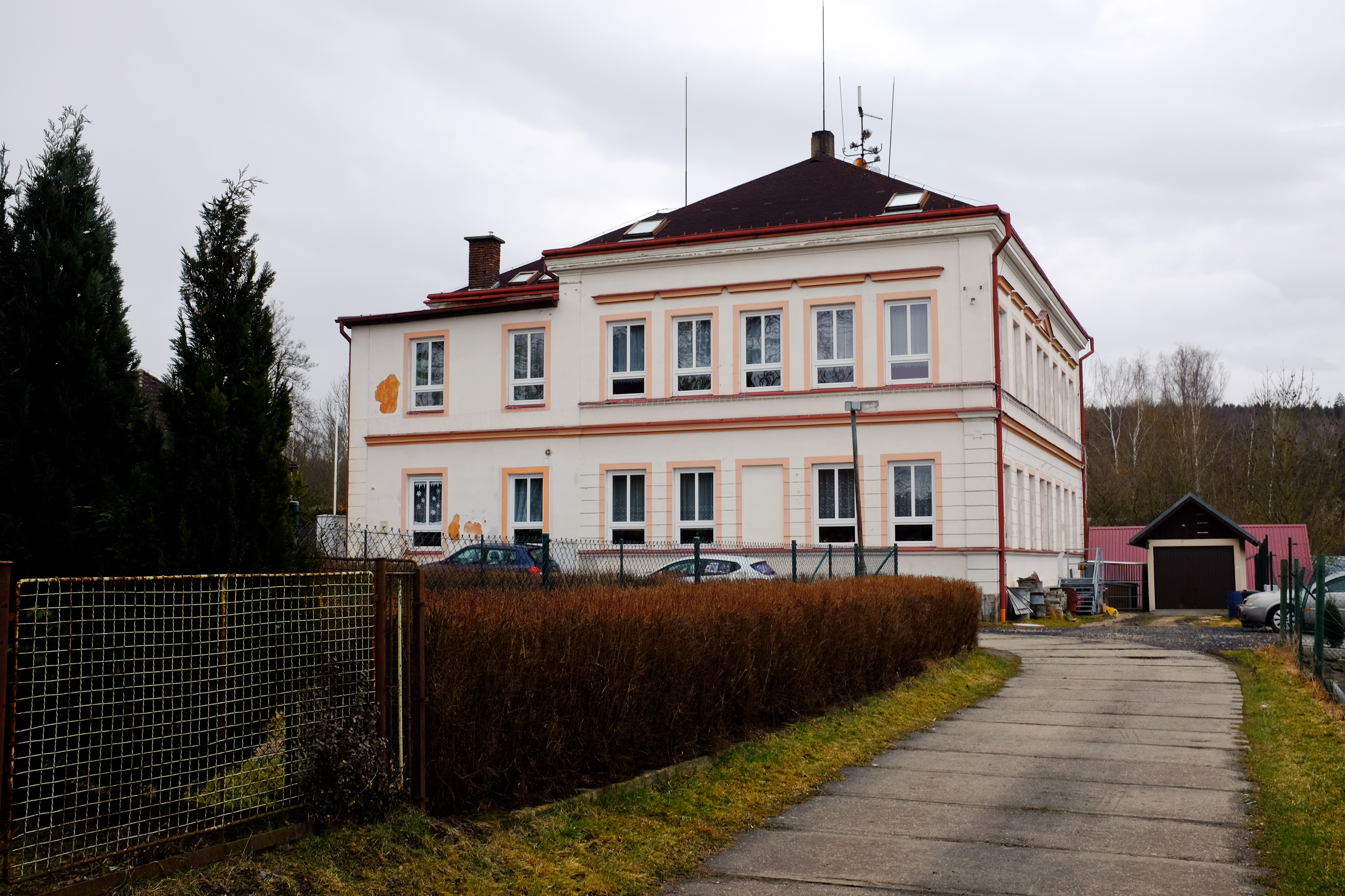
Obecní úřad
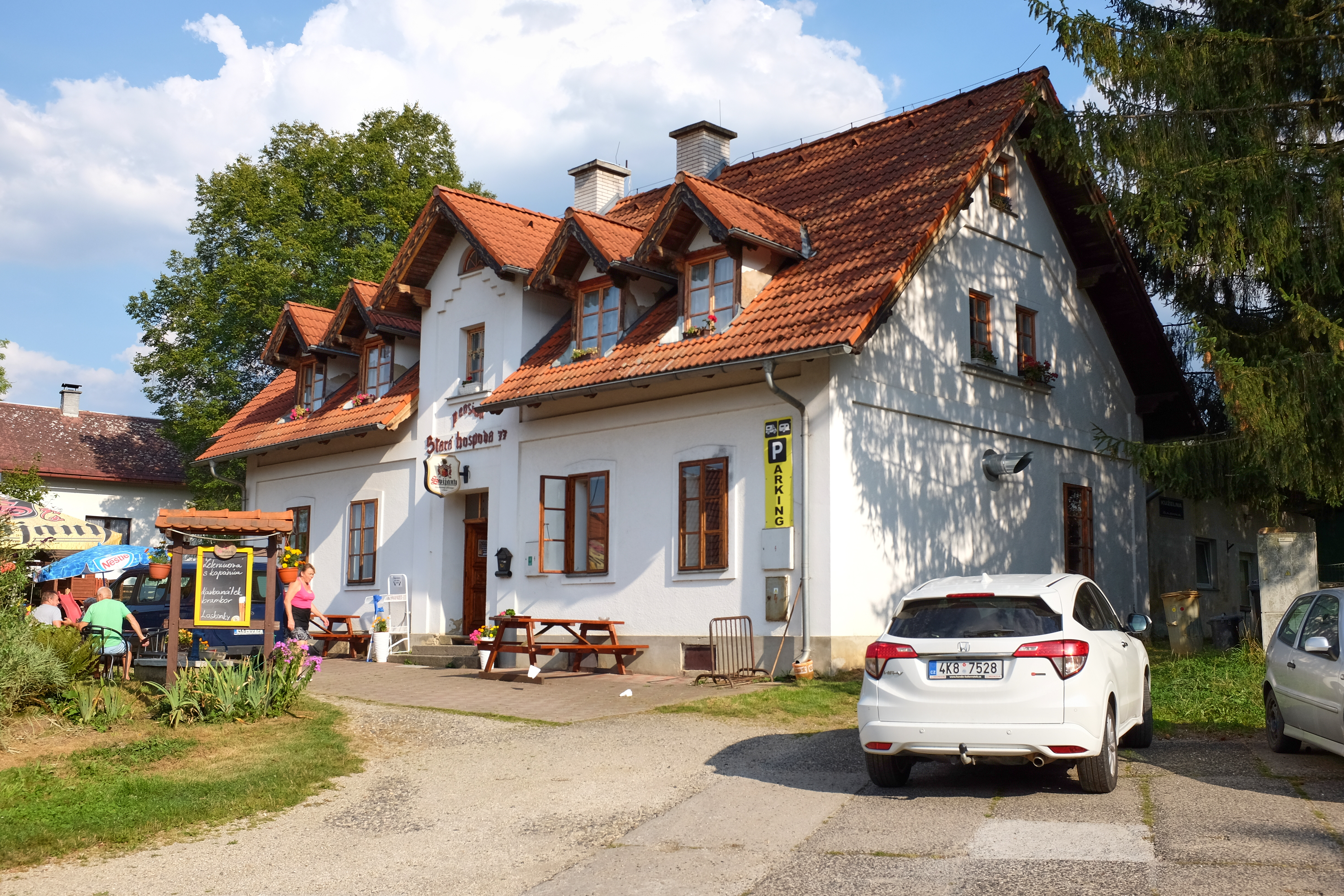
Stará hospoda v Šabině
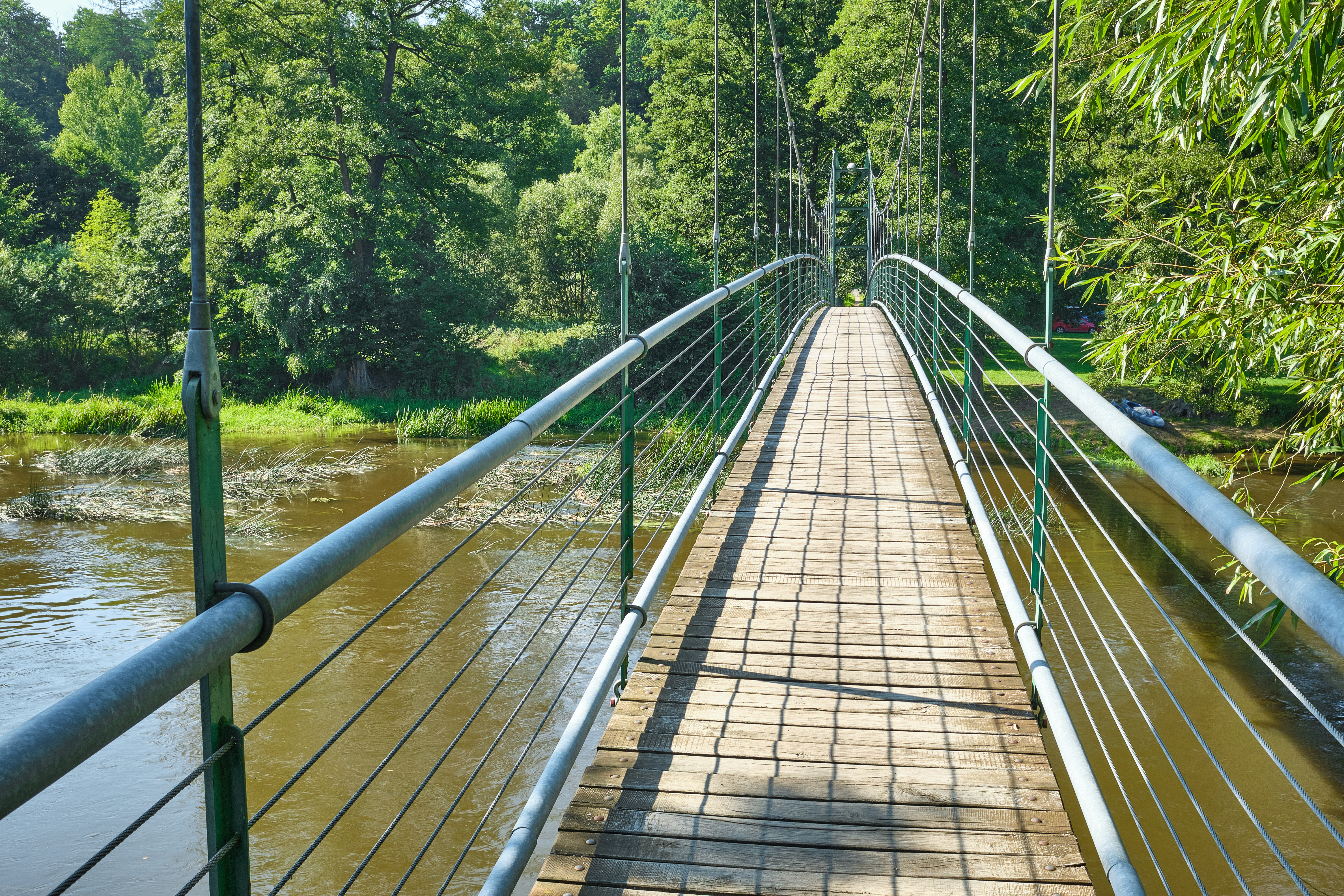
Lávka přes Ohři
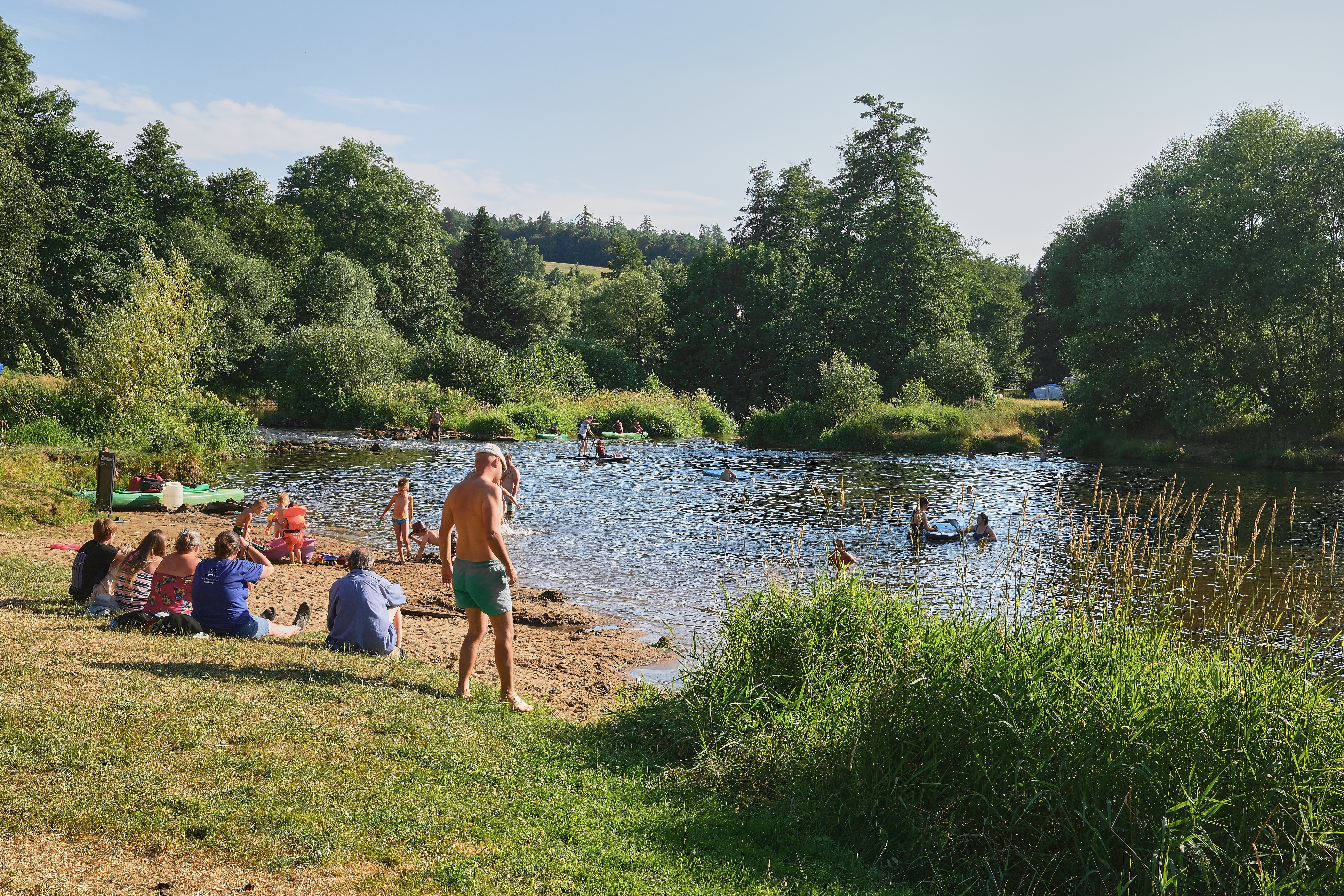
Řeka Ohře v Šabině
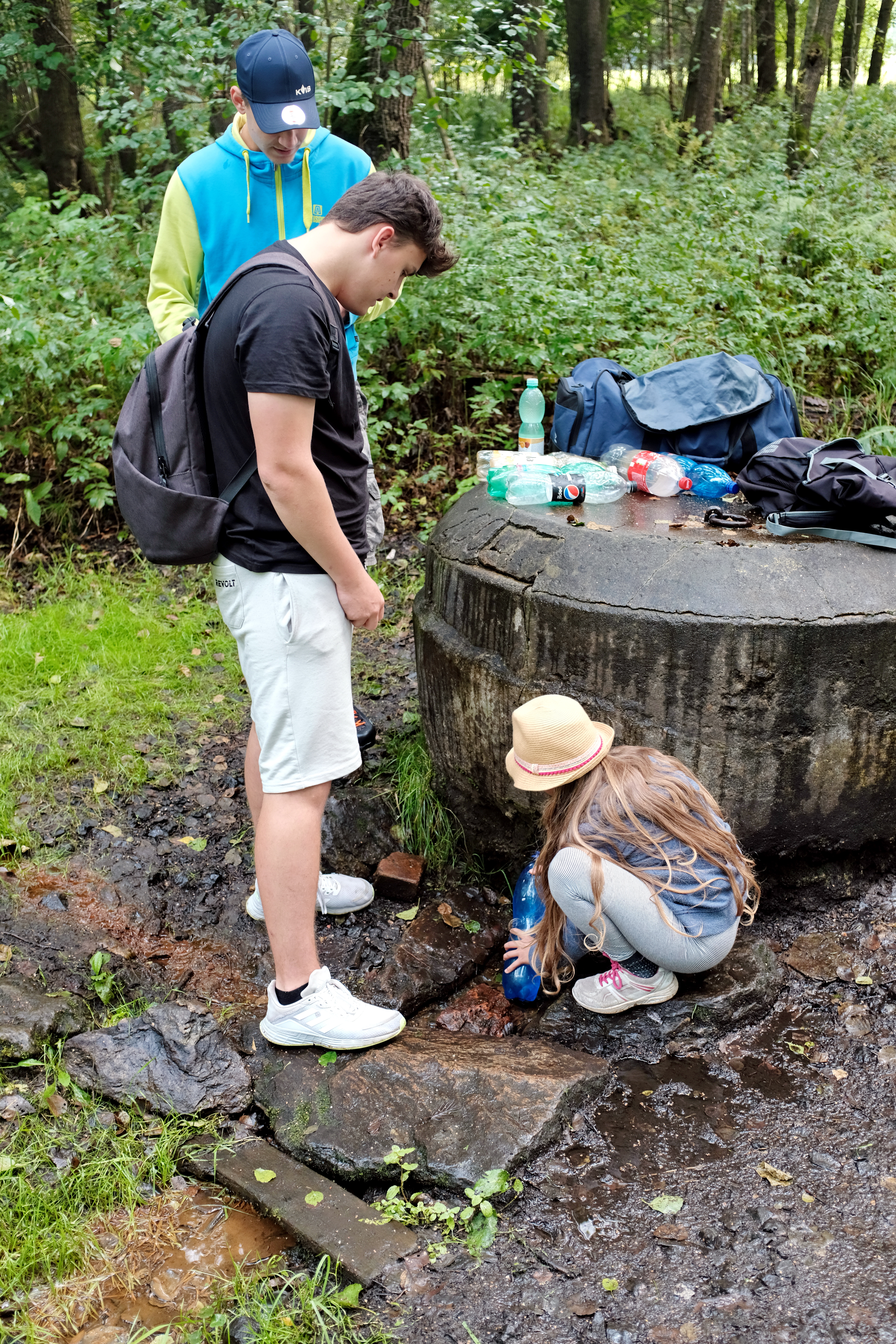
Šabinská kyselka